# Giacomo Leoni (architetto)
Giacomo Leoni (Venezia, 1686 – 1746) è stato un architetto italiano.

## Biografia

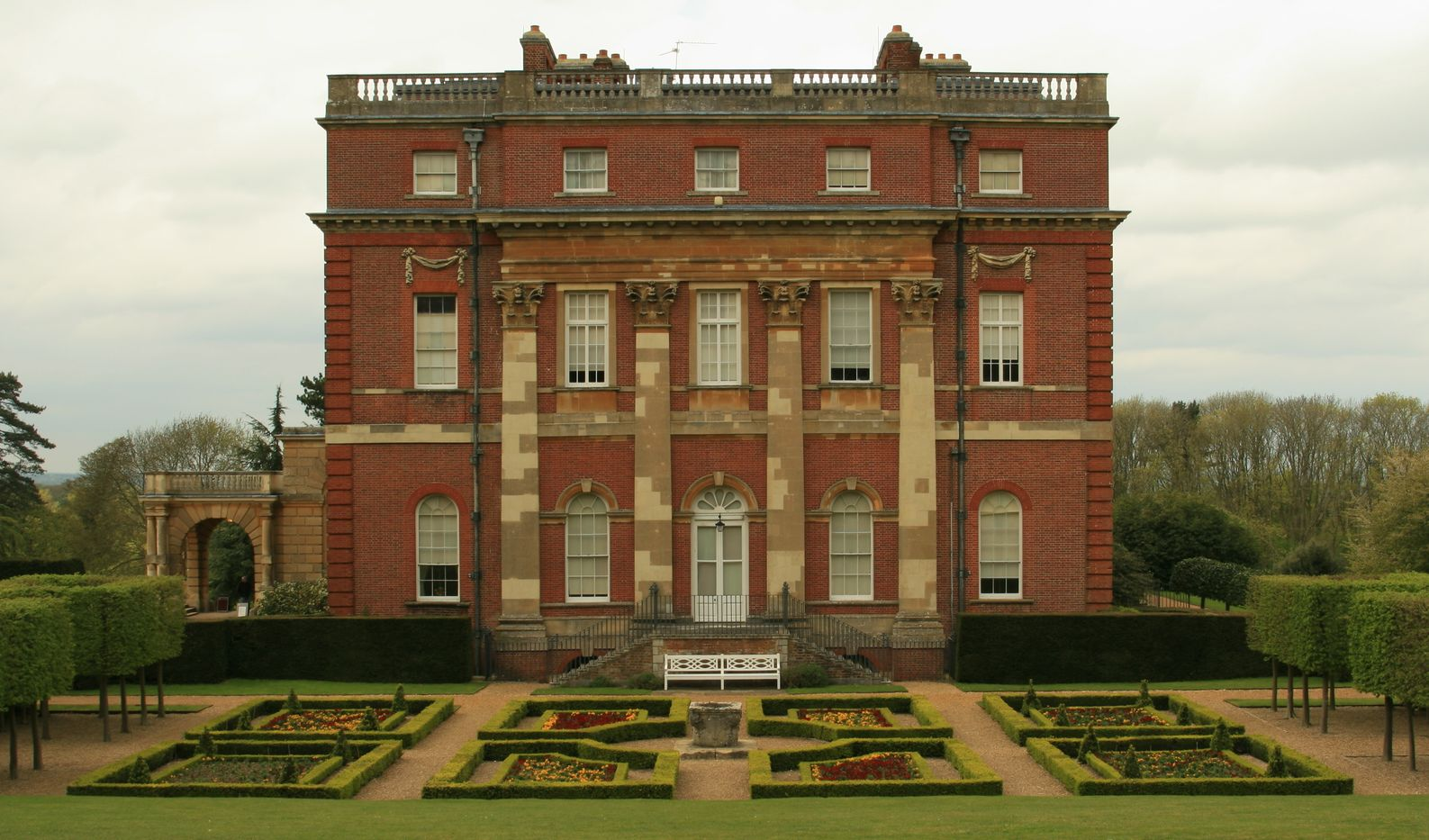
Clandon Hause, nel Surrey, progetto di Leoni (1730/1733)

Ispirato dall'architetto rinascimentale Leon Battista Alberti, che ispirò anche il suo contemporaneo Andrea Palladio, fu uno dei promotori del palladianesimo in Inghilterra, pubblicando oltremanica, fra il 1715 e il 1726, I quattro libri dell'architettura di Palladio e De re aedificatoria di Alberti. 
Leoni, sebbene non sia stato il primo a importare in Inghilterra l'opera palladiana (fra gli altri, prima di lui va segnalato Inigo Jones), fu insieme a Colen Campbell il motore del neopalladianesimo.
Nel suo viaggio verso l'Inghilterra, trascorse un periodo di studio e lavoro a Düsseldorf, in Germania, ove fu allievo del veneziano Matteo Alberti, ingegnere militare ed architetto, allora sovrintendente ai lavori per la corte del principe elettore del Palatinato, Giovanni Guglielmo.
Ma ovviamente Leoni non si limitò a pubblicare libri: dopo essersi trasferito in Inghilterra nel 1714, a 28 anni, all'inizio degli anni venti del XVIII secolo ottenne la sua prima grande commessa, la trasformazione di Lyme Hall in un palazzo all'italiana. La sua opera prima, però, fu Clandon Park, nella realizzazione del quale mescolò palladianesimo e barocco.